# درباره الکس
درباره الکس (انگلیسی: About Alex) یک فیلم است که در سال ۲۰۱۴ منتشر شد.

## خلاصه فیلم
وقتی گروهی از دوستان دوران دانشگاه پس از خودکشی یکی از آنان برای گذراندن تعطیلات آخر هفته دور هم جمع می‌شوند، خاطرات و احساسات گذشته بار دیگر روی کار می‌آیند...